# Linthal (Haut-Rhin)
Linthal település Franciaországban, Haut-Rhin megyében. Lakosainak száma 588 fő (2022. január 1.). Linthal Lautenbach, Lautenbachzell, Ranspach, Oderen, Metzeral, Sondernach, Luttenbach-près-Munster, Wasserbourg és Fellering községekkel határos.

## Népesség
A település népességének változása:
| Lakosok száma | 648  | 621  | 627  | 599  | 590  | 584  | 584  | 586  | 588  |
|               | 2013 | 2015 | 2016 | 2017 | 2018 | 2019 | 2020 | 2021 | 2022 |